# 캄푸알레그리지로르지스

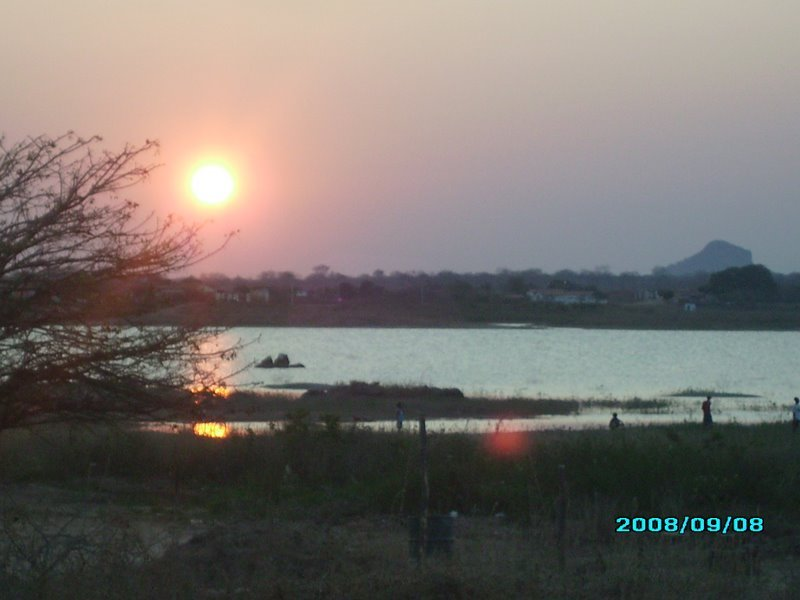

캄푸알레그리지로르지스(포르투갈어: Campo Alegre de Lourdes)는 브라질 바이아주의 도시로 면적은 2,753.919km2, 높이는 220m, 인구는 29,812명(2013년 기준), 인구 밀도는 10.4명/km2이다.